# Samgyeopsal
Samgyeopsal is een populair gerecht uit de Koreaanse keuken met als hoofdingrediënt varkensvlees.
Als vlees worden dungesneden speklapjes gebruikt, meestal afkomstig van de buik van het varken. Het vlees wordt door de gasten zelf bereid op een hete plaat. Het wordt aan tafel geserveerd met rijst en verschillende bijgerechten, banchan. Het vlees wordt gewikkeld in een slablad met ssamjang en eventueel wat rijst en dan met de hand naar de mond gebracht.
Een populaire alcoholische drank die vaak genuttigd wordt met samgyeopsal is soju.

## Betekenis
Het woord sam in het Koreaans betekent drie, wat zou slaan op de drie lagen (gyeop) vlees (sal) die te zien zijn op de speklapjes. Zo wordt er in Korea ook Ogyepsal verkocht, het woord O betekent vijf.